# William Spottiswoode
William Spottiswoode   (Londres, 11 de gener de 1825 - Londres, 27 de juny de 1883) va ser un matemàtic, físic i editor reial anglès.

## Vida i Obra
Fill d'una il·lustre família d'origen escocès, va començar estudis al Eton College, però van dura poc perquè el seu afany experimentador va acabar amb una explosió que les autoritats acadèmiques no van considerar gaire bé. Finalment va acabar els seus estudis secundaris a la Harrow School. El 1842 va començar els seus estudis universitaris al Balliol College de la universitat d'Oxford.
El 1846 va deixar la universitat per ocupar-se del negoci d'impremta del seu pare, tot i així va continuar lligat a Oxford donant algunes classes de geometria. Aquest negoci, Eyre & Spottiswoode, que era la impremta reial, va prosperar notablement sota la acurada atenció de Spottiswoode. Ell i el seu germà (que també era editor) van crear una ampla xarxa d'assistència social, mèdica i educativa pels seus treballadors.
Tot i la gran dedicació que li exigia l'empresa, Spottiswoode va continuar dedicant-se als seus estudis físics i matemàtics privadament. Tant és així que el 1878 va ser elegit president de la Royal Society, càrrec que va mantenir fins a la seva mort. Anteriorment havia presidit la London Mathematical Society (1871-1872).
La seva obra més important és una sèrie d'articles, publicats el 1851 al Journal de Crelle, sobre els determinants de les matrius. El seu ample coneixement d'idiomes estrangers li van permetre estudiar la matemàtica hindú antiga, arribant a la conclusió de que alguns matemàtics indis havien arribat a intuir el càlcul diferencial. A partir de 1871, els seus interessos es van decantar cap a la física, fent importants estudis sobre la polarització de la llum i sobre la descàrrega elèctrica dels gasos rarificats.